# Bryobia vasiljevi
Bryobia vasiljevi är en spindeldjursart som beskrevs av Reck 1953. Bryobia vasiljevi ingår i släktet Bryobia och familjen Tetranychidae. Inga underarter finns listade.